# Шпаковський Віктор Миколайович
Віктор Миколайович Шпаковський (28.09.1947 — 08.04.2004, Вінниця) — Заслужений художник України (1997). Працював у жанрах станкового та монументального живопису.

## Біографічна довідка
Народився у 1947 році у м. Вінниця. Протягом 1960—1963 років навчався у Вінницькій дитячій художній школі, з 1963 по 1967 роки — у Кримському художньому училищі імені М. Самокиша. Закінчив інститут живопису, скульптури та архітектури ім. І. Ю. Репіна Академії мистецтв СРСР (м. Ленінград, 1967—1973 роки). Учень видатних майстрів В. М. Орєшнікова, Б. С. Угарова, О. А. Деблера, В. М. Рейхерта.
Член Вінницької обласної організації Національної спілки художників України з 1985 року.
Заслужений художник України (1997).
Учасник персональних виставок в Україні, Австрії, Польщі, Швеції, Швейцарії, США, Ватикані, Франції. Роботи зберігаються в колекціях Міністерства культури України, Національного художнього музею України, Вінницького обласного художнього музею тощо, в зарубіжних галереях, у зібраннях приватних колекціонерів.
Жив та працював у м. Вінниця та м. Феодосія.

## Творчість
Віртуозний колорист, митець-філософ.
Творче кредо Майстра Шпаковського: «Колір є духовною основою живопису, матеріалізація духовності засобами живопису складає сутність його пошуків».
Серед досягнень художника — проголошення Маніфесту енергетизму як нового напряму в розумінні завдань образотворчого мистецтва майбутнього через еволюційну призму сьогодення.
За переконанням Віктора Шпаковського, «мистецькі твори не виготовляються, вони народжуються, як живі істоти, як душі — невідомо коли, дивно — чому, незбагненно — навіщо».